# Nowa Kuźnia (powiat polkowicki)
Nowa Kuźnia – wieś w Polsce, położona w województwie dolnośląskim, w powiecie polkowickim, w gminie Radwanice.
Do sołectwa Nowa Kuźnia należy kolonia Teodorów.

## Podział administracyjny
| SIMC    | Nazwa    | Rodzaj     |
| ------- | -------- | ---------- |
| 0367025 | Teodorów | przysiółek |

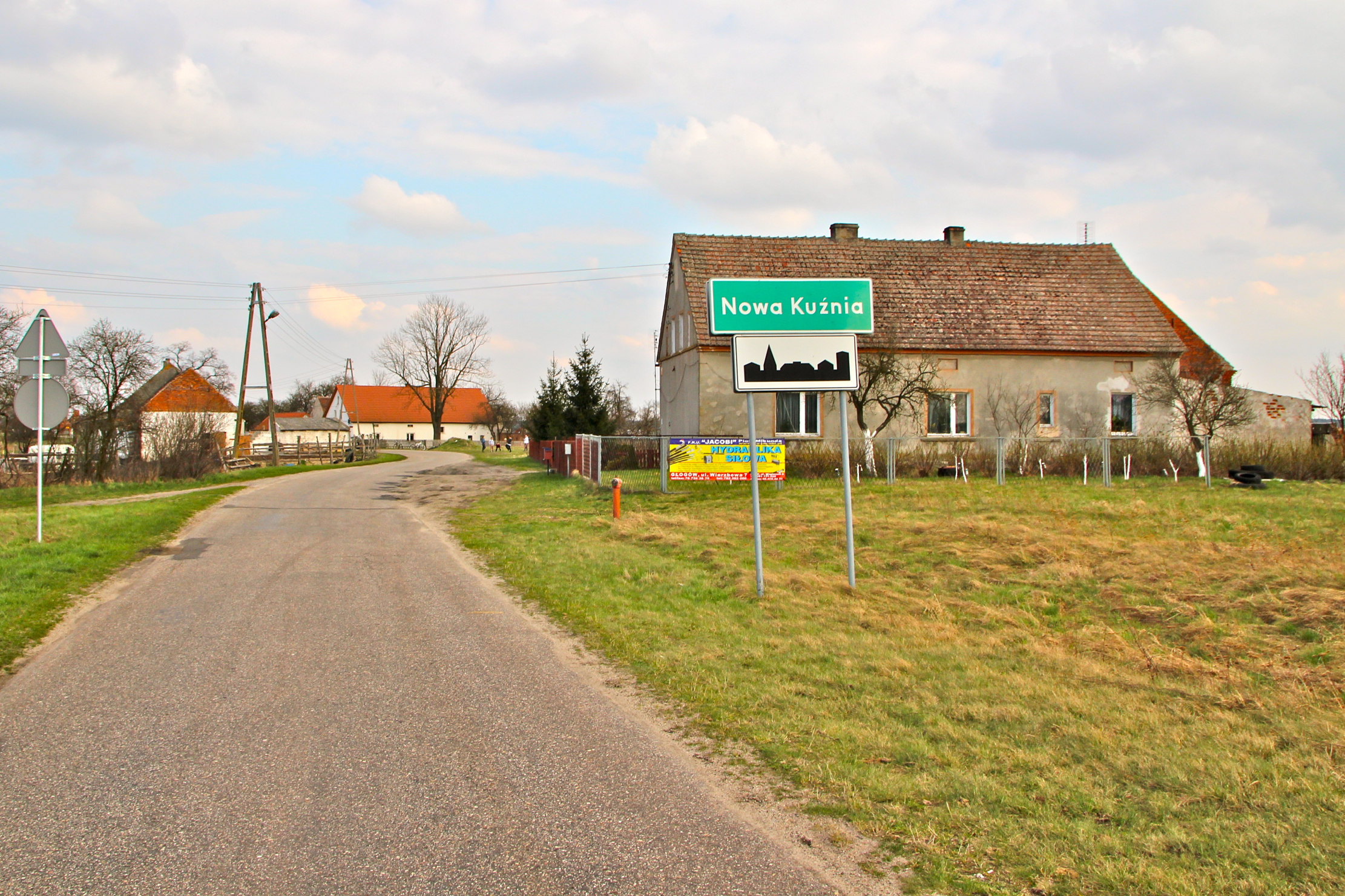
Nowa Kuźnia (2012 r.)

W latach 1975–1998 miejscowość należała administracyjnie do województwa legnickiego.